# Mary Foley-Berkeley, 17. Baroness Berkeley
Mary Lalle Foley-Berkeley, 17. Baroness Berkeley (geborene Foley, * 9. Oktober 1905; † 17. Oktober 1992) war eine britische Peeress und Politikerin.

## Leben
Foley-Berkeley war die ältere von zwei Töchtern von Eva Milman, 16. Baroness Berkeley (1875–1964), aus deren Ehe mit Lieutenant-Colonel Frank Wigram Foley (1865–1949). Im September 1951 ergänzte sie ihren Familiennamen durch Deed Poll von Foley zu Foley-Berkeley.
Beim Tod ihrer Mutter, 1964, fiel deren alter englischer Adelstitel einer Baroness Berkeley, eine Barony by writ, mangels männlicher Erben in Abeyance zwischen Mary und ihrer jüngeren Schwester Hon. Cynthia Ella Foley (1909–1991). Mary beantragte daraufhin erfolgreich die Beendigung der Abeyance zu ihren Gunsten und wurde am 5. April 1967 als 17. Baroness Berkeley bestätigt. Sie wurde dadurch Mitglied des britischen House of Lords. Im Hansard sind 17 Parlamentsreden von ihr verzeichnet.
Da sie unverheiratet und kinderlos blieb, fiel ihre Adelstitel, als sie am 17. Oktober 1992 im Alter von 87 Jahren starb, an ihren Neffen Anthony Gueterbock, den einzigen Sohn ihrer Schwester, als 18. Baron.